# Эвакуация населения Финской Карелии

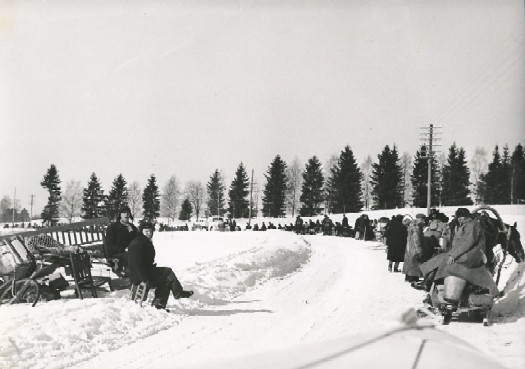
Эвакуация из восточной Финляндии в западную Финляндию в 1940 году

Эвакуация населения Финской Карелии — проведённое в ноябре—декабре 1939 года перемещение населения Карельского перешейка, Северного Приладожья, крупных городов Выборг и Сортавала и других территорий Финляндии, потенциально способных стать прифронтовыми, вглубь страны. Было эвакуировано 422 тысячи человек, что составило примерно 12 % населения Финляндии.

## Предыстория
Массовое переселение жителей началось во время советско-финских войн 1919—1922 годов, когда после подавления антисоветского восстания около 30 тысяч человек финно-карельского населения переселилось в Финляндию.

## Ход событий

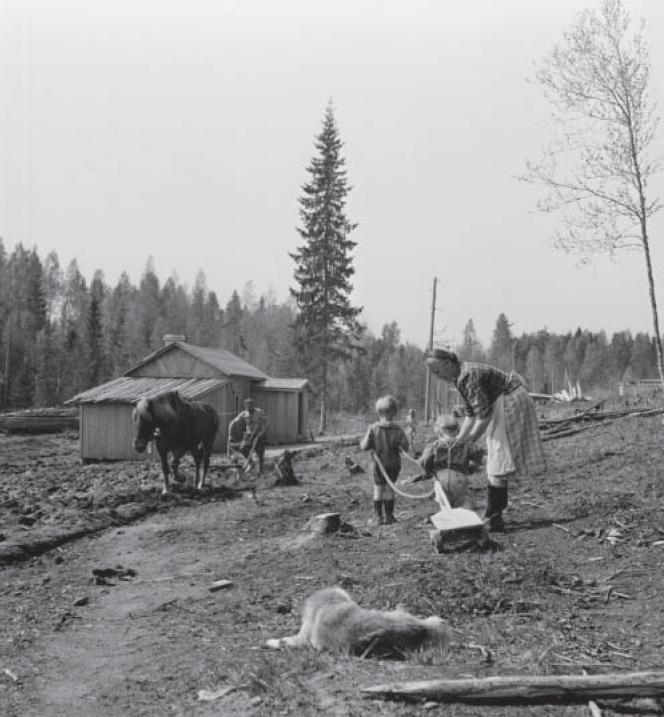
Семья Алпо Раутиа обживает новое место

В октябре 1939 года, в связи с неудачным для финской стороны ходом советско-финляндских переговоров в Москве по территориальному вопросу, началась широкая добровольная эвакуация финского населения из пограничных с СССР территорий, в результате которой выехало в тыл около 50 тыс. человек. 17 октября 1939 года Государственный совет Финляндии отдал приказ о принудительной эвакуации населения из 4–10-километровой зоны в тыловые районы. Несмотря на приказ, эвакуация оттягивалась или не проводилась вообще, ввиду надежды финских властей на мирное урегулирование территориальных претензий СССР.
С началом боевых действий в начале декабря 1939 года, эвакуация началась спешно в сложных зимних условиях. Иногда это приводило к панике, и жители были вынуждены зарезать домашний скот. Кроме того, скот погибал в пути. Из некоторых деревень женщины, старики и дети отправились ещё во второй половине ноября, но основная часть собралась в период с 29 ноября по 4 декабря. В это же время навстречу по дорогам двигались финские войска. Большая часть эвакуирующихся собиралась в крупных общественных зданиях, таких как школы или магазины, где можно было переночевать, и дожидалась погрузки на машины, но многим приходилось передвигаться пешком или на лошадях. С собой можно было взять самые необходимые личные вещи и еду на три дня. Детям требовалось носить на шее бирки с именем, выучить дату и место рождения и имена своих отцов и матерей, что не всегда соблюдалось.
Перегонщики скота должны были заботиться о кормлении и дойке и искать сено и зерно. На ночёвку скот загонялся в сараи и коровники.
Население ночевало в школах в Уймахарью и в Калтимо, в частных домах и церкви Эно. Поддержку оказывали отряды самообороны, общества Лотта и Мартта. На станциях люди грузились в вагоны для скота, в которых были по стенкам лавки и скамейки, а в центре — печка и дрова. На вагон было два оцинкованных ведра — одно с питьевой водой, второе для естественных нужд. Для освещения имелось в наличии несколько свечей. Так люди добирались до места назначения по маршруту Калтимо—Контомяки—Иисалми. Из-за бомбёжек и воздушных тревог продвижение было медленным и длилось более двух суток.
Около 180 тысяч человек вернулось на прежнее место жительства после 1941 года, когда территория Карельского перешейка и Северного Приладожья была занята финскими войсками в ходе советско-финской войны. Однако они были вынуждены повторно эвакуироваться перед тем, как в июне 1944 года эти территории вернулись под контроль СССР.
Парижский мирный договор 1947 года окончательно подтвердил присоединение этих территорий к СССР. Эвакуированное население было расселено во внутренних районах Финляндии. Общее количество переселенцев с 1939 по 1944 год составило 450 тысяч человек
.